# Кам'яні небеса
«Кам'яні небеса» (англ. The Stone Sky) — науково-фантастичний роман американської письменниці Нори К. Джемісін 2017 року. Він був удостоєний премії Г'юго за найкращий роман, премії Неб'юла за найкращий роман і премії Локус за найкращий фантастичний роман у 2018 році. Відгуки про книгу після її виходу були дуже позитивними. Це третій том серії «Розламана Земля» після «П'ятої пори» та «Брами обелісків», обидва з яких також отримали премію Г'юго.

## Передумови
Як і в інших книгах серії «Розбита Земля», дія «Кам'яних небес» здебільшого відбувається на одному суперконтиненті, який його мешканці називають Тишею. Більшість людства живе в містах-державах, які називають «комм» (комунами), і розділені на соціальні касти на основі їхньої корисності для суспільства.
Тишу постійно роздирають геологічні катаклізми, і кожні кілька сотень років відбувається подія, достатньо сильна, щоб викликати глобальну вулканічну зиму, яку називають П'ятим сезоном. Деякі персонажі, яких називають орогенами, мають здатність маніпулювати геологічною енергією у великих масштабах, а також магією в менших масштабах. Їх переслідують і бояться, хоча значною мірою саме завдяки їхнім зусиллям людство взагалі пережило Пори року.

## Сюжет
Після подій «Брами обелісків» колишні мешканці Кастріма-андер переселяються на північ після того, як ворожий комуніст Реннаніс пошкодив механізми геодезичної системи і зробив її непридатною для життя. Ессун, яка перебувала в комі з моменту відкриття Брами Обелісків, прокидається і виявляє, що її рука перетворилася на камінь під впливом потужної магічної енергії Брами. Її виходжують, і вона дізнається, що Місяць наближається до найближчої точки на своїй довгій еліптичній орбіті, що означає, що у неї є лише короткий час, щоб повернути його на нормальну орбіту та назавжди покласти край П'ятим Порам.
Тим часом дочка Ессун Нассун оговтується від шоку, викликаного використанням обеліска для вбивства її батька, перетворивши його на камінь. Зневірена і розлючена, вона вирішує використати Браму Обелісків, щоб викликати зіткнення Місяця, який наближається, із Землею і знищити обидві планети. Її Охоронець, Шаффа, погоджується допомогти їй дістатися до єдиного міста на іншому боці планети, Корепойнта; звідти Браму Обелісків можна активувати без потреби в центральному контрольному обеліску, який використовувала Ессун.
Після дорогого переходу через пустелю, Ессун дізнається, що Нассун планує відкрити Браму так само, як це зробила Ессун, що майже напевно означатиме її загибель. Вона вирушає до Корепойнта з невеликою компанією, щоб перехопити Нассун. Перед самим від'їздом вона дізнається, що вагітна від Лерни, колишньої цілительки з її старої команди Тірімо, з якою у неї почалися стосунки. Гоа, каменеїд, який переслідував її відтоді, як вона покинула Тірімо, пропонує відвезти їх прямо через Землю; однак, коли вони пролітають через центр планети (огинаючи ядро), на них нападає конкуруюча фракція каменеїдів, і Лерна гине.
Нассун і Шаффа досягають руїн міста в Антарктиці, звідки, на думку Шаффи, можна дістатися до ядра. Вони спускаються в руїни, де знаходять функціонуючу транспортну систему, що веде до. безпосередньо через центр планети. Під час подорожі через ядро з'ясовується, що Земля — це жива свідомість, розлючена спробами людства контролювати її і втратою супутника Землі, в якій Земля звинувачує людство. Ядро багате на магічну енергію, яка формує свідомість Землі, і Нассун розуміє, що це безпосередньо підживлює здібності та довголіття Вартових через залізний осколок, вмонтований у їхній мозок.
За допомогою спогадів розкривається історія Гоа: у далекому минулому людська технологія, яка плавно поєднує передові біотехнології та магію, досягла своєї вершини зі створенням Обеліскових воріт, мережі обелісків, призначених для використання магічної сутності Землі, щоб створити невичерпне джерело енергії. Щоб досягти цього, вчені створили расу людей із надзвичайною чутливістю до магії на основі ДНК раси людей, яку нині панівна культура перемогла та підкорила. Ці «тюнери» керуватимуть Воротами та вийматимуть магію з ядра Землі. Однак у ніч перед активацією Ворот тюнери дізнаються про долю людей, на яких базувався їхній генетичний код. Їх зберігають під лоботомією та використовують як батареї, підключаючи до обелісків, щоб зарядити їх магічною енергією, у вічних муках. Провідний настроювач, Гоа, вирішує повернути енергію Брами назад на місто Сил Анагіст, знищивши його, а не увічнивши цю несправедливість. Коли він і його колеги-настроювачі намагаються це зробити, Земля сама бере контроль над обелісками та намагається використати їх, щоб розплавити земну кору, що стерилізує її майже від усього живого. Гоа та іншим настроювачам вдається запобігти цій катастрофі, запобігаючи активації деяких обелісків за рахунок перетворення на перших пожирачів каменю. Завдяки величезній енергії Місяць викидається на високу еліптичну орбіту. Проте, достатньо обелісків активовано, щоб спричинити всесвітнє спустошення та занурити людство в темну епоху, уражену П'ятими сезонами. Це також відоме як «Розлом». У той же час один тюнер вижив і продовжує мати сім'ю, за якою Гоа спостерігає здалеку, чиї нащадки стають Орогенами.
У наш час у Корпойнті Земля видаляє свій залізний осколок із мозку Шаффи, прирікаючи його на передчасну смерть, намагаючись перешкодити Насун знищити світ разом із Місяцем. Збентежена Нассун вирішує врятувати своє життя, використовуючи Браму, щоб перетворити всіх на Землі на невмирущих каменеїдів. Прибуває Ессун і намагається захопити контроль над Брамою за допомогою центральної контрольної брами, щоб повернути Місяць на орбіту, покласти край Порам і врятувати Насун від вірної смерті. Вони борються, але жодна не може досягти переваги, і Ессун відмовляється дозволяти своїй дочці виконати її завдання, замість того, щоб ризикувати знищенням Насун. Вона відпускає контроль над Брамою і повністю перетворюється на камінь. Нассун, зворушена цим видовищем, вирішує виконати завдання своєї матері та використати Браму, щоб повернути Місяць на орбіту.
Після цього п'яті пори року закінчуються, і цивілізація починає відбудовуватися. У печері глибоко під землею Гоа, який наприкінці «П'ятої пори» став оповідачем серії, терпляче чекає відродження Есун як пожирачки каменів. Вона виходить з жеоди і висловлює своє знайоме бажання зробити світ кращим. Гоа та Ессун вирушили це зробити разом. Мається на увазі, що вся трилогія — це Гоа, який описує їй життя Ессун, щоб нагадати їй про її попереднє життя та з'єднати її з її втраченою сутністю.

## Розповідь
У серії «Розламана Земля» використовується кілька різних стилів оповіді. Найпоширенішим зауваженням є використання другої особи. Згодом з'ясовується, що оповідач у книгах — Гоа. У «Кам'яних небесах» Гоа розповідає частини книги, що відбуваються в минулому, від першої особи, а також частини, що відбуваються в сьогоденні, від другої особи (для точки зору Есун) та третьої особи (для точки зору Насун та Сіеніт). Джемісін заявила, що вона не впевнена, що спонукало її спробувати написати розділи Ессун від другої особи, але зрештою вона вирішила продовжувати писати від другої особи, оскільки це передавало «розмежування [Ессун], не-все-тут її».

## Відгуки
Вихід «Кам'яних небес» очікувався в кількох «найкращих» майбутніх списках наукової фантастики та фентезі, включно з The Washington Post і io9, і прийом після його виходу був хвалебним, що принесло Джемісін третю поспіль премію Г'юго за Найкращий роман. Це надзвичайне досягнення, оскільки Джемісін три роки поспіль отримувала премію Г'юго за найкращий роман. Відповідно до Book Marks, книга отримала «захоплені» рецензії на основі шести рецензій критиків, п'ять із яких були «захопленими», а одна — «позитивною». На сайті Books in Media, який об'єднує відгуки критиків про книги, книга отримала 5,00 з 5.
У рецензіях із зірочками Publishers Weekly резюмував роман як «яскраві герої, чітко побудований сюжет і видатне світобудову», які об'єдналися у «вражаючу і своєчасну історію про постраждалих від насильства, скорботних жертв, які намагаються відновити себе і врятувати залишки свого зруйнованого дому», і Kirkus Reviews зазначають, що «Джемісін продовжує розбивати серце своїми чутливими, чіткими зображеннями надзвичайно неблагополучної сім'ї та надзвичайної руйнівної сили, якою є упередження». RT Book Reviews поставили книзі п'ять зірок, що є вищим, ніж першим двом книгам серії. Library Journal не назвав «Кам'яне небо» зіркою, але назвав його «потужним завершенням» із «повністю розробленим світом, детальними налаштуваннями та складними персонажами».
Рецензент NPR Амаль Ель-Мохтар високо оцінив поворот роману до традиційного фентезі та наукової фантастики, які зазвичай стверджують, що світ вартий порятунку. «Кам'яні небеса це категорично відкидає», — пише Ель-Мохтар. «Якщо трилогія „Розбита Земля“ в цілому показує світ, де катаклізм і потрясіння є нормою, то „Кам'яні небеса“ запитують, які правильні світи, побудовані на гнобленні та геноциді, мають існувати». Найл Александер з Tor.com, який критикував «Браму обелісків», заявив, що «Кам'яні небеса» є «повним підтвердженням Н. К. Джемісін як однієї з наших найкращих фантазерок», і що в цілому серія є «однією з найбільших трилогій нашого часу». Джоел Каннінгем з Barnes & Noble погодився, стверджуючи, що вона «змінює вигляд епічного фентезі», як і Ендрю Ліптак з The Verge, оцінивши книгу як «тріумфальне досягнення в літературі фентезі». Він підсумував:
Час від часу з'являються твори, які намагаються переосмислити обличчя жанрової літератури - від «Лівої руки темряви» Урсули К. Ле Гуїн до «Нейроманта» Вільяма Гібсона. Трилогією «Розбита земля» Джемісін зайняла своє місце серед цих великих письменників, створивши знакову історію, яка поєднує фентезі, наукову фантастику та постапокаліптичні тропи. Коли я дочитав «Кам'яне небо», у мене перехопило подих від масштабу і розмаху того, що Джемісін зробила в цих трьох книгах - наративно, технічно і тематично.

## Видання в Україні
Український переклад книги було опубкліковано 2024 року видаництвом Навчальна книга Богдан. Переклад з англійської Ольги Макарової.